# Sid the Science Kid
Sid the Science Kid là một bộ phim truyền hình hoạt hình giáo dục của Mỹ được tạo ra bởi The Jim Henson Company. Sid the Science Kid đã trở thành một bộ phim thường xuyên vào năm 2008. Chương trình được thực hiện trên mạng truyền hình cáp PBS Kids có liên quan.